# Atamisquea
Atamisquea, monotipski biljni rod, dio je tribusa Cappareae. Jedina vrsta je grm A. emarginata koji se javlja na dva odvojena područja, i to na jugozapadu SAD–a i susjednom Meksiku, te u Južnoj Americi u Boliviji, Paragvaju i Argentini. 
Rod je opisan u Bot. Misc. 3: 142 (1833). Kew ga tretira kao sinonim za Morisonia.

## Sinonimi
- Capparis atamisquea Kuntze; Revis. Gen. Pl. 3: tt. 6 (1898)
- Morisonia atamisquea (Kuntze) Christenh. & Byng; The Global Flora, Special edition, part 1(4): 139 (2018)